# Andørja
Andørja är den nordligaste av de två bebodda öarna i Ibestads kommun i Troms fylke i norra Norge. Ön har en yta på 135,3 kvadratkilometer och hade 452 invånare år 2020. Den är mycket kuperad med 14 toppar över 1000 meter över havet. I norr skär fjorden Straumbotn nästan nio kilometer in i landet. I övrigt är kusten relativt lite indragen.
Två toppar når över 1 200 meter över havet: Langlitinden (1 276 meter över havet) och Snøtinden (1 215 meter över havet), öster respektive söder om fjorden. Båda topparna har mindre glaciärer på nordöstra sidan. Langlitinden är Norges högsta berg på en ö.
Mellan 1926 och 1963 utgjorde ön och området kring denna en kommun med namnet Andørja.